# Джулія Ґонзаґа
Джулія Ґонзаґа (італ. Giulia Gonzaga; 1513 — 16 квітня 1566) — італійська графиня та епістолярна письменниця доби Відродження. Була правлячою графинею Родіго як спадкоємиця свого покійного чоловіка між 1528 і 1541 роками.

## Біографія
Джулія народилася 1513 року в Гаццуоло (поблизу Мантуї) в родині Людовіко Ґонзаґа, сеньйора Саббйонети та Боццоло, і графині Франчески Фієскі.
У 1526 році (у віці 14 років) вона вийшла заміж за графа Веспасіано Колонна (1480—1528), графа Фонді та герцога Траетто (сучасне Мінтурно). У 1528 році її чоловік помер, залишивши їй графство Родіго за умови, що вона не вийде заміж повторно. Джулія перетворила свій палац на культурний осередок, привертаючи увагу багатьох сучасників як цією діяльністю, так і своєю знаменитою красою, хоча знову виходити заміж відмовлялася. Мала зв'язок із кардиналом Іпполіто Медічі з Флоренції, який помер в Ітрі (південний Лаціо) після зустрічі з нею.

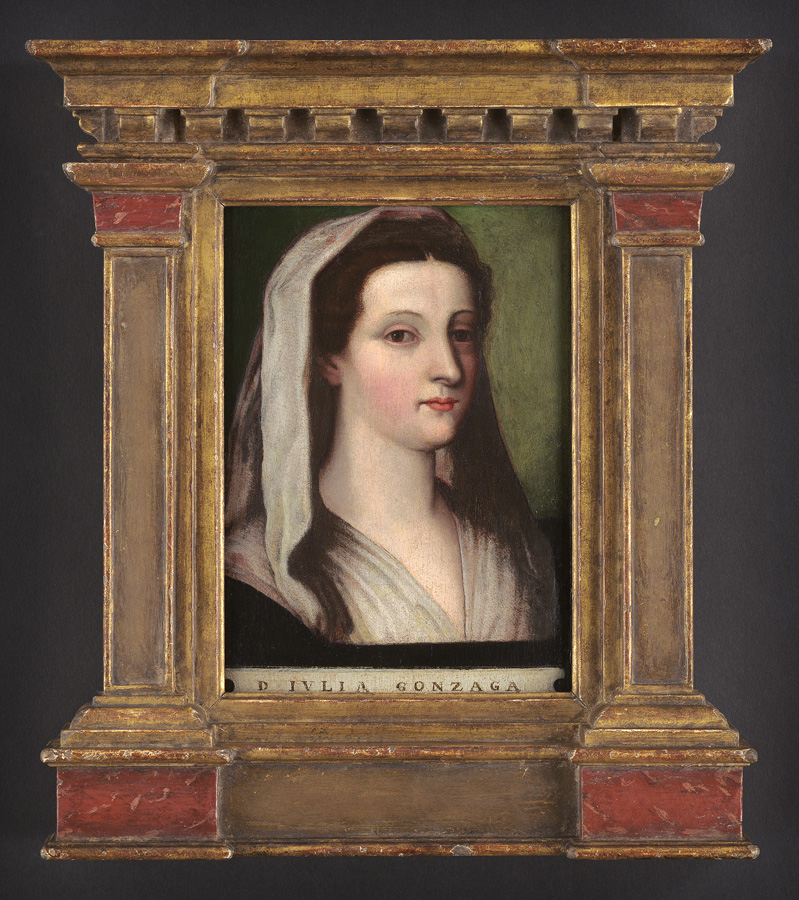
Джулія Ґонзаґa

У ніч з 8 на 9 серпня 1534 року на місто Фонді напав корсар Хайр ад-Дін Барбаросса, щоб викрасти її та доставити Сулейману Пишному. Наказ викрасти (поневолити) її Барбаросса отримав від Ібрагіма-паші, великого візира Османської імперії. Паша планував долучити її до султанського гарему (як рабиню-конкубіну) та витіснити Роксолану, дружину султана. Вона втекла, і розлючений Барбаросса влаштував різанину населення Фонді та сусідньої Сперлонги, хоча отримав відсіч біля Ітрі. Вона втікала вночі у супроводі одного лицаря. Джеймс Рестон стверджує, що пізніше Ґонзаґа наказала вбити цього лицаря, оскільки під час втечі вона була майже оголеною, і він побачив забагато, проте не наводить джерел для цього твердження. Існує також припущення, що напад Барбаросси міг бути мотивований членами родини Колонна, які бажали повернути свої землі після смерті Веспасіано Колонни.
У 1535 році (у віці 22 років) Джулія Ґонзаґа оселилася в монастирі в Неаполі; вона не стала черницею, а жила в монастирі як мирянка, зберігаючи свої володіння як графиня Родіго. У 1536 році в монастирі вона познайомилася з Хуаном де Вальдесом. Через цю зустріч і подальше листування нею зацікавилася Інквізиція. Це зокрема, змусило її у 1553 році написати листа кардиналу Ерколе Ґонзаґа, щоб висловити свою незгоду з пізніми творами де Вальдеса.
У 1541 році вона передала свій феод племіннику Веспасіано I Ґонзаґа.
Джулія Ґонзаґа померла у віці 53 років у 1566 році. Після її смерті листування з П'єтро Карнесеккі призвело до того, що останнього спалили на вогнищі за єресь (у 1567 році).